# 哥白尼纪念碑 (克拉科夫)

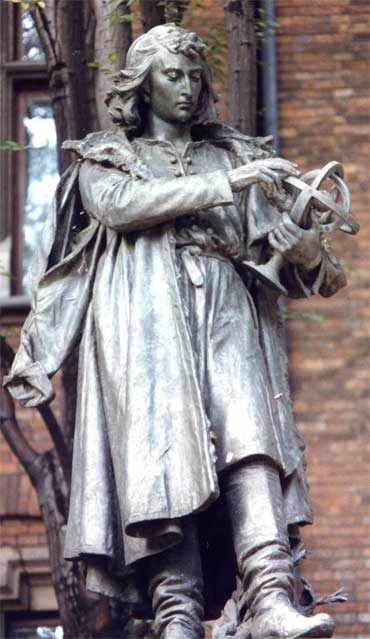
克拉科夫哥白尼纪念碑

哥白尼纪念碑（波蘭語：Pomnik Mikołaja Kopernika）是波兰克拉科夫的一处著名地标，纪念天文学家哥白尼，他就读于克拉科夫學院，他的父亲也是来自这座城市，当时是波兰首都。
雕塑由雕刻家西普里安·戈德布斯基设计于1899年，1900年完成。它最初位于雅盖隆大学的克拉科夫大學院的庭院中。1953年移到克拉科夫的普兰提公园，维特科夫斯基学院（Collegium Witkowski）大楼前方。